# 날으는 코끼리
날으는 코끼리(Flying Elephant)는 대한민국 경기도 용인시 처인구 포곡읍 전대리 199에 위치한 에버랜드 매직랜드에 있는 아동용 어트랙션 중 하나다.